# السوق المعتمد المقبول
السوق المعتد المقبول هو مجموعة من القوانين المتعلقة بالمأكولات البحرية التي يتم تداولها بين جميع الولايات المتحدة. الأسواق المعتمدة المقبولة تعتبر توصيات ولا يجب تطبيقها.